# Beaumont-Hamel British Cemetery
Beaumont-Hamel British Cemetery is een Britse militaire begraafplaats met gesneuvelden uit de Eerste Wereldoorlog, gelegen in de Franse gemeente Beaumont-Hamel in het departement Somme. De begraafplaats werd ontworpen door William Cowlishaw en ligt een halve kilometer ten noordwesten van het dorpscentrum (Église Notre-Dame-de-l'Assomption) en is vanaf de rijweg (D163) bereikbaar via een onverharde weg van 190 m. Het terrein heeft een langwerpig rechthoekig grondplan, met aan de noordkant het Cross of Sacrifice en wordt omsloten door een haag. De toegang bestaat uit een dubbel metalen hek tussen bakstenen zuilen. 
Er liggen 179 gesneuvelden waaronder 82 niet geïdentificeerde. De begraafplaats wordt onderhouden door de Commonwealth War Graves Commission. 

## Geschiedenis
Beaumont-Hamel werd op 1 juli 1916 aangevallen en ingenomen, maar het kon niet worden gehouden. Het dorp werd op 13 november 1916 opnieuw aangevallen en deze keer met succes. De begraafplaats (oorspronkelijk getiteld als 'V Corps Cemetery No.23') werd toen door gevechtseenheden die aan de aanval deelnamen gestart. Na de wapenstilstand werden er graven afkomstig uit de omliggende slagvelden aan toegevoegd. 
Onder de geïdentificeerd doden liggen er 96 Britten en 2 Canadezen. Twee slachtoffers worden herdacht met een Special Memorial omdat hun graven niet meer gelokaliseerd konden worden en men neemt aan dat ze zich onder naamloze grafzerken bevinden. Er liggen ook twee niet geïdentificeerde Duitsers onder één grafzerk.

## Graven

### Onderscheiden militairen
- Percy Arthur Henry Thorniley, kapitein bij het Manchester Regiment werd onderscheiden met het Military Cross (MC).
- P. McCorkindale, sergeant bij de Royal Field Artillery werd onderscheiden met de Distinguished Conduct Medal (DCM).
- sergeant G.M. Clarke en soldaat Henry Taylor ontvingen de Military Medal (MM).

### Minderjarige militair en alias
- soldaat William Arthur Lockett diende onder het alias W..A. Walker bij het Manchester Regiment. Hij was 16 jaar oud toen hij op 10 januari 1917 sneuvelde.